# 937 Bethgea
937 Bethgea је астероид главног астероидног појаса са средњом удаљеношћу од Сунца која износи 2,231 астрономских јединица (АЈ). 
Апсолутна магнитуда астероида је 11,83 а геометријски албедо 0,112.